# Couturelle
Couturelle est une commune française située dans le département du Pas-de-Calais en région Hauts-de-France. Ses habitants sont appelés les Couturellois.
La commune fait partie de la communauté de communes des Campagnes de l'Artois qui regroupe 96 communes et compte 33 141 habitants en 2021.

## Géographie

### Localisation
Localisée dans le sud-est du département du Pas-de-Calais et limitrophe du département de la Somme, Couturelle est une commune située, à vol d'oiseau, à 8 km au sud-ouest de la commune d'Avesnes-le-Comte et à 21 km au sud-ouest de la commune d’Arras (chef-lieu d'arrondissement et préfecture du Pas-de-Calais).
Le territoire de la commune est limitrophe de ceux de quatre communes, dont deux, Humbercourt et Lucheux, dans le département de la Somme.
Les communes limitrophes sont  Coullemont, Humbercourt, Lucheux et Saulty.

### Géologie et relief
La superficie de la commune est de 2,1 km2 ; son altitude varie de 130  à   171 m.

### Hydrographie
La commune est située dans le bassin Artois-Picardie. Elle n'est drainée par aucun cours d'eau,.

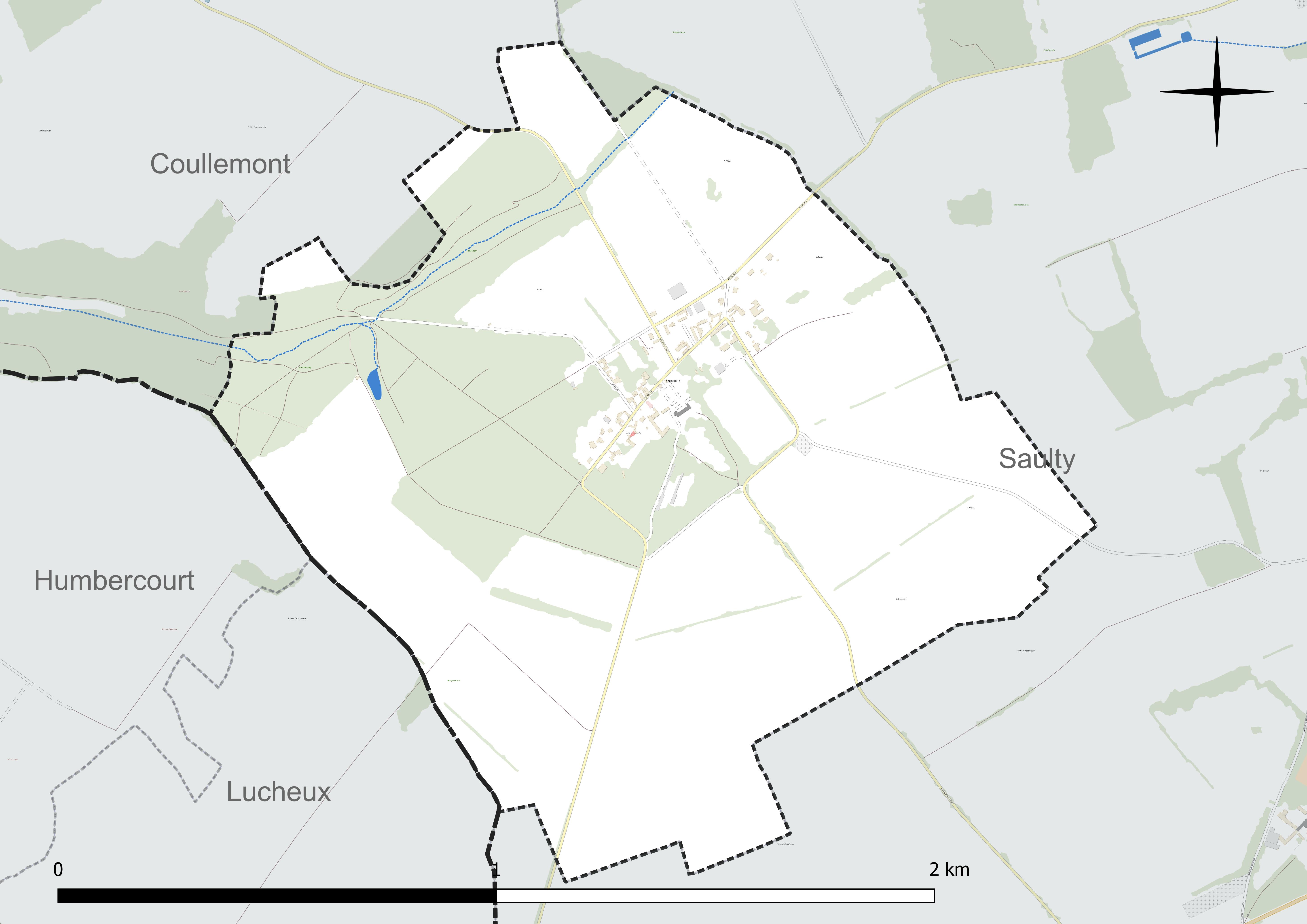
Réseau hydrographique de Couturelle.

### Climat
Pour des articles plus généraux, voir Climat des Hauts-de-France et Climat du Pas-de-Calais.
En 2010, le climat de la commune est de type climat des marges montargnardes, selon une étude du CNRS s'appuyant sur une série de données couvrant la période 1971-2000. En 2020, Météo-France publie une typologie des climats de la France métropolitaine dans laquelle la commune est exposée à un climat océanique et est dans une zone de transition entre les régions climatiques « Nord-est du bassin Parisien » et « Côtes de la Manche orientale ».
Pour la période 1971-2000, la température annuelle moyenne est de 9,9 °C, avec une amplitude thermique annuelle de 14 °C. Le cumul annuel moyen de précipitations est de 890 mm, avec 13,1 jours de précipitations en janvier et 9,6 jours en juillet. Pour la période 1991-2020, la température moyenne annuelle observée sur la station météorologique la plus proche, située sur la commune de Saulty à 2 km à vol d'oiseau, est de 10,4 °C et le cumul annuel moyen de précipitations est de 899,7 mm,. Pour l'avenir, les paramètres climatiques de la commune estimés pour 2050 selon différents scénarios d'émission de gaz à effet de serre sont consultables sur un site dédié publié par Météo-France en novembre 2022.
| Mois                                  | jan.             | fév.             | mars          | avril           | mai             | juin         | jui.           | août           | sep.          | oct.          | nov.          | déc.             | année      |
| ------------------------------------- | ---------------- | ---------------- | ------------- | --------------- | --------------- | ------------ | -------------- | -------------- | ------------- | ------------- | ------------- | ---------------- | ---------- |
| Température minimale moyenne (°C)     | 1,3              | 1,4              | 3,3           | 5,1             | 8               | 10,8         | 12,8           | 13,1           | 10,7          | 7,9           | 4,5           | 1,9              | 6,7        |
| Température moyenne (°C)              | 3,5              | 4                | 6,7           | 9,5             | 12,6            | 15,5         | 17,8           | 18             | 15            | 11,2          | 6,9           | 4                | 10,4       |
| Température maximale moyenne (°C)     | 5,7              | 6,5              | 10,1          | 13,9            | 17,2            | 20,2         | 22,9           | 23             | 19,4          | 14,5          | 9,4           | 6,2              | 14,1       |
| Record de froid (°C) date du record   | −13,6 01.01.1997 | −13,7 07.02.1991 | −9,9 04.03.05 | −3,8 02.04.1996 | −0,9 05.05.1996 | 1 02.06.1991 | 5,5 19.07.1989 | 5,2 05.08.1989 | 2,5 25.09.03  | −4,7 24.10.03 | −8 24.11.1998 | −13,2 29.12.1996 | −13,7 1991 |
| Record de chaleur (°C) date du record | 14,8 09.01.15    | 17,4 24.02.21    | 23,2 31.03.21 | 26,2 15.04.07   | 30,9 27.05.05   | 34 18.06.22  | 39,4 25.07.19  | 37,7 06.08.03  | 33,4 15.09.20 | 28,2 01.10.11 | 19,4 07.11.15 | 14,9 07.12.00    | 39,4 2019  |
| Précipitations (mm)                   | 79,1             | 69,4             | 69,7          | 53              | 66,6            | 71,5         | 77             | 81,3           | 67,3          | 78,6          | 85,1          | 101,1            | 899,7      |

### Paysages
Pour un article plus général, voir Paysage en France.
La commune s'inscrit dans l'est du « paysage du val d'Authie » tel que défini dans l'atlas des paysages de la région Nord-Pas-de-Calais, conçu par la direction régionale de l'Environnement, de l'Aménagement et du Logement (DREAL),.
Ce paysage, qui concerne 83 communes, se délimite : au sud, dans le département de la  Somme par le « paysage de l'Authie et du Ponthieu, dépendant de l'atlas des paysages de la Picardie et au nord et à l'est par les paysages du Montreuillois, du Ternois et les paysages des plateaux cambrésiens et artésiens. Le caractère frontalier de la vallée de l'Authie, aujourd'hui entre le Pas-de-Calais et la Somme, remonte au Moyen Âge où elle séparait le royaume de France du royaume d'Espagne, au nord.
Son coteau Nord est net et escarpé alors que le coteau Sud offre des pentes plus douces. À l'Ouest, le fleuve s'ouvre sur la baie d'Authie, typique de l'estuaire picard, et se jette dans la Manche. Avec son vaste estuaire et les paysages des bas-champs, la baie d'Authie contraste avec les paysages plus verdoyants en amont.
L'Authie, entaille profonde du plateau artésien, a créé des entités écopaysagères prononcées avec un plateau calcaire dont l'altitude varie de 100 à 163 m qui s'étend de chaque côté du fleuve. L'altitude du plateau décline depuis le pays de Doullens, à l'est (point culminant à 163 m), vers les bas-champs picards, à l'ouest (moins de 40 m). Le fond de la vallée de l'Authie, quant à lui, est recouvert d'alluvions et de tourbes. L'Authie est un fleuve côtier classé comme cours d'eau de première catégorie où le peuplement piscicole dominant est constitué de salmonidés. L'occupation des sols des paysages de la Vallée de l'Authie est composée pour 70 % en culture.

### Milieux naturels et biodiversité

#### Espèces faunistiques et floristiques
Le site de l'Inventaire national du patrimoine naturel (INPN) recense 60 espèces faunistiques et floristiques sur le territoire de la commune dont 9 protégées et 2 menacées et quasi-menacées.

## Urbanisme

Une entrée de la commune.

### Typologie
Au 1er janvier 2024, Couturelle est catégorisée commune rurale à habitat dispersé, selon la nouvelle grille communale de densité à sept niveaux définie par l'Insee en 2022.
Elle est située hors unité urbaine. Par ailleurs la commune fait partie de l'aire d'attraction d'Arras, dont elle est une commune de la couronne,. Cette aire, qui regroupe 163 communes, est catégorisée dans les aires de 50 000 à moins de 200 000 habitants,.

### Occupation des sols
L'occupation des sols de la commune, telle qu'elle ressort de la base de données européenne d'occupation biophysique des sols Corine Land Cover (CLC), est marquée par l'importance des territoires agricoles (80,2 % en 2018), une proportion identique à celle de 1990 (80,2 %). La répartition détaillée en 2018 est la suivante : 
terres arables (68,6 %), forêts (19,8 %), zones agricoles hétérogènes (11,7 %). L'évolution de l'occupation des sols de la commune et de ses infrastructures peut être observée sur les différentes représentations cartographiques du territoire : la carte de Cassini (XVIIIe siècle), la carte d'état-major (1820-1866) et les cartes ou photos aériennes de l'IGN pour la période actuelle (1950 à aujourd'hui).

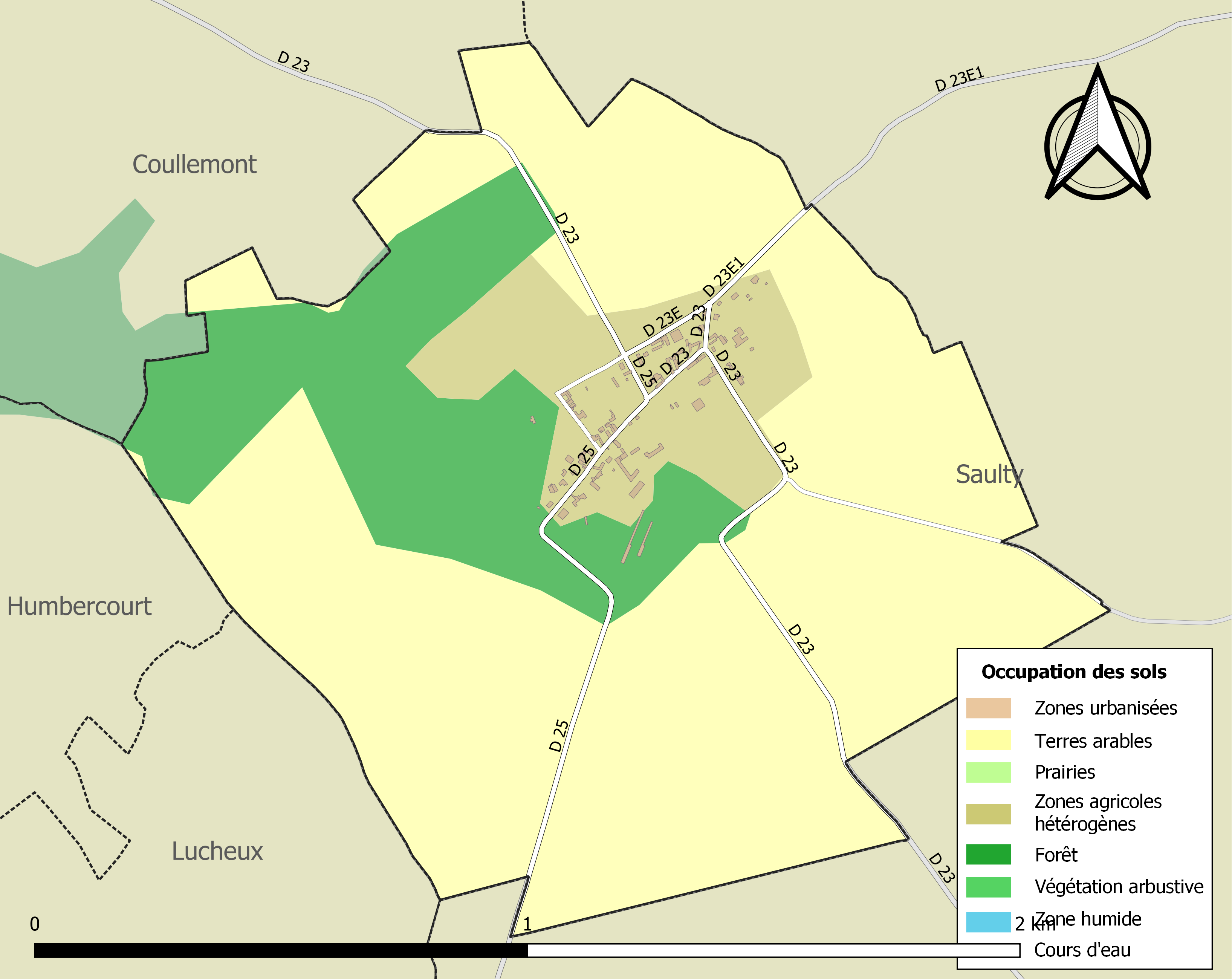
Carte des infrastructures et de l'occupation des sols de la commune en 2018 (CLC).

#### Voies de communication
La commune est desservie par les routes départementales D 23, D 23E et D 25.

#### Transport ferroviaire
La commune se trouve à 24 km, au sud-ouest, de la gare d'Arras, située sur la ligne de Paris-Nord à Lille, desservie par des TGV inOui et des trains régionaux du réseau TER Hauts-de-France.

## Toponymie
Le nom de la localité est attesté sous les formes Couturella en 1242 (cart. de Marœuil, f° 96 r°), Le Coturele en 1299 (abb. de Saint-Vaast), Le Couturelle en 1374 (chap. d'Arr., c. Sim-Va), Cousturella au XIVe siècle (le Cart. de l'év. d'Arr., p. 129), Le Coustre lès Rebreuves en 1431 (ch. d'Art.), Couturelle depuis 1793 et 1801.
Diminutif du mot couture qui se retrouve fréquemment dans la toponymie ; il désignait, au Moyen Âge, parmi toutes les terres de la localité ou du domaine seigneurial, celles qui étaient mises en culture directement par le seigneur ou ses régisseurs.

## Histoire
Avant la Révolution française, Couturelle était le siège d'une seigneurie. Par lettres données à Versailles en mars 1759, la terre de Couturelle, unie au fief de Maingoval (Mingoval?), est érigée en marquisat, donnant droit à son propriétaire au titre de marquis. La seigneurie relevait jusqu'en 1281 de la seigneurerie de Saulty.
La famille Baudart a longtemps possédé la terre de Couturelle. Elle était déjà ancienne en 1589 et avait donné des preuves de son zèle à ses souverains. Elle a contracté des alliances honorables.
Vincent Baudart de Couturelle, vit au XVIe siècle. Il est capitaine en chef de la ville de Nieppe (ou Dieppe) et  conserve cette place au roi Henri IV.
David Baudart de Couturelle(1591-1638), fils de Vincent, seigneur de Ramicourt, Warlincourt, Couturelle, épouse une demoiselle de Vignon Douvencourt. Deux de ses fils servent le roi. L'un, capitaine de cavalerie avec commission de colonel et fait chevalier de Saint Louis est tué au service de son souverain. L'autre se marie avec la fille du comte Du Bus, est mayeur d'Arras, député de la noblesse pour les États d'Artois, et a en 1759 six de ses petits-fils au service.
Joseph Baudart de Couturelle, fils de David, est créé chevalier héréditaire en mars 1670. Il est seigneur de Couturelle et Warlincourt.
Gérard-Joseph Baudart de Couturelle, fils de Joseph, seigneur de Couturelle et de Warlincourt épouse une dame Desmaretz d'une ancienne maison du Cambrésis. Trois de ses fils ont mérité d'appartenir à l'ordre de Saint Louis. De plus, leur naissance et la gloire recueillie aux combats leur permettent de faire des alliances distinguées. L'aîné, capitaine au régiment d'Aunis, actuellement Languedoc, commence à servir en 1730 en Corse. Il fait la campagne de Courtrai en 1744, celle d'Allemagne en 1745-1746, après les sièges de Mons, Charleroi, le siège de Namur. Il participe à la bataille de Rocourt, puis au Piémont à l'affaire de Lœsserette où il est dangereusement blessé, ce qui lui vaut une gratification du roi. Il a épousé une de Vignacourt, petite-nièce du grand-maître de l'ordre de Malte (Ordre de Saint-Jean de Jérusalem). Le second, appelé Le Chevalier de Couturel, major au régiment de Rohan-Rochefort, participe à  la bataille d'Étringue où il est blessé, aux batailles de Tournai, Rocourt, Lanfeld. Il se distingue au siège de Berg-op-Zoom où il commande sous les ordres du colonel le jour de l'assaut de la ville et s'empare avec son régiment de la porte par où l'ennemi se retire. Il commande en qualité d'aide-major, chargé du détail de l'armée, à l'attaque du fort Philippe à Minorque. Cela lui vaut une pension. Il prend alliance avec une demoiselle Duglas, sœur de l'ancien colonel du régiment du Languedoc, brigadier du roi. Le troisième sert depuis 1741. Il est capitaine au régiment de Belsunce de 1745 jusqu'en 1748. Il participe à la dernière campagne militaire et assiste à un grand nombre de sièges et de batailles. Il se marie avec la fille du baron d'Oudenhove, appartenant à une des plus anciennes maisons du Brabant.
Charles-Joseph-François Baudart de Couturelle, chevalier, seigneur de Couturelle, Maingoval, député de la noblesse aux  États d'Artois, chef de sa famille, bénéficie en mars 1759 de lettres données à Versailles lui conférant le titre de marquis. Il reçoit en même temps confirmation du titre de chevalier héréditaire accordé en mars 1670.
Le château classique de Couturelle, dans la rue principale, bâti au XVIIIe siècle, jouxte l'église en brique.
Pendant la Première Guerre mondiale, le 10 mai 1915 cantonnent à Bavincourt et Couturelle des troupes en provenance de la Marne, transportées en camion depuis Longueau. Le 11 mai , les troupes quittent Couturelle et gagnent Fosseux et Hauteville.
Le 29 mai, arrivent de nouveaux soldats d'autres régiments qui, relevés du front vont passer 15 jours sur place, pour reconstituer leurs forces (notamment, intégration des renforts à la suite des pertes subies.

## Politique et administration

### Découpage territorial
La commune se trouve dans l'arrondissement d'Arras du département du Pas-de-Calais, depuis 1926, auparavant, depuis 1801, elle se trouvait dans l'arrondissement de Saint-Pol.

#### Commune et intercommunalités
La commune est membre de la communauté de communes des Campagnes de l'Artois.

#### Circonscriptions administratives
La commune est rattachée au canton d'Avesnes-le-Comte.

#### Circonscriptions électorales
Pour l'élection des députés, la commune fait partie de la première circonscription du Pas-de-Calais.

### Élections municipales et communautaires

#### Liste des maires
| Période                                  | Période                      | Identité      | Étiquette | Qualité                    |
| ---------------------------------------- | ---------------------------- | ------------- | --------- | -------------------------- |
| Les données manquantes sont à compléter. |                              |               |           |                            |
| 1989                                     | 2014                         | René Tempez   | DVD       | Agriculteur retraité       |
| 2014, Réélu pour le mandat 2020-2026,    | En cours (au 9 février 2022) | Hugues Legoux |           | Chauffeur routier retraité |

## Équipements et services publics

### Justice, sécurité, secours et défense
La commune dépend du tribunal judiciaire d'Arras, du conseil de prud'hommes d'Arras, de la cour d'appel de Douai, du tribunal de commerce d'Arras, du tribunal administratif de Lille, de la cour administrative d'appel de Douai, du pôle nationalité du tribunal judiciaire d'Arras et du tribunal pour enfants d'Arras.

## Population et société

### Démographie
Les habitants sont appelés les Couturellois.

#### Évolution démographique
L'évolution du nombre d'habitants est connue à travers les recensements de la population effectués dans la commune depuis 1793. Pour les communes de moins de 10 000 habitants, une enquête de recensement portant sur toute la population est réalisée tous les cinq ans, les populations de référence des années intermédiaires étant quant à elles estimées par interpolation ou extrapolation. Pour la commune, le premier recensement exhaustif entrant dans le cadre du nouveau dispositif a été réalisé en 2005.

En 2022, la commune comptait 76 habitants, en évolution de +13,43 % par rapport à 2016 (Pas-de-Calais : −0,72 %, France hors Mayotte : +2,11 %).
| 1793 | 1800 | 1806 | 1821 | 1831 | 1836 | 1841 | 1846 | 1851 |
| ---- | ---- | ---- | ---- | ---- | ---- | ---- | ---- | ---- |
| 218  | 209  | 222  | 225  | 207  | 213  | 191  | 157  | 203  |

| 1856 | 1861 | 1866 | 1872 | 1876 | 1881 | 1886 | 1891 | 1896 |
| ---- | ---- | ---- | ---- | ---- | ---- | ---- | ---- | ---- |
| 172  | 197  | 171  | 196  | 189  | 157  | 160  | 168  | 151  |

| 1901 | 1906 | 1911 | 1921 | 1926 | 1931 | 1936 | 1946 | 1954 |
| ---- | ---- | ---- | ---- | ---- | ---- | ---- | ---- | ---- |
| 134  | 154  | 150  | 155  | 139  | 131  | 129  | 144  | 143  |

| 1962 | 1968 | 1975 | 1982 | 1990 | 1999 | 2005 | 2006 | 2010 |
| ---- | ---- | ---- | ---- | ---- | ---- | ---- | ---- | ---- |
| 130  | 126  | 108  | 102  | 106  | 87   | 93   | 94   | 100  |

| 2015 | 2020 | 2022 | - | - | - | - | - | - |
| ---- | ---- | ---- | - | - | - | - | - | - |
| 70   | 74   | 76   | - | - | - | - | - | - |

#### Pyramide des âges
La population de la commune est relativement âgée.
En 2018, le taux de personnes d'un âge inférieur à 30 ans s'élève à 25,7 %, soit en dessous de la moyenne départementale (36,7 %). À l'inverse, le taux de personnes d'âge supérieur à 60 ans est de 39,2 % la même année, alors qu'il est de 24,9 % au niveau départemental.
En 2018, la commune comptait 35 hommes pour 33 femmes, soit un taux de 51,47 % d'hommes, largement supérieur au taux départemental (48,5 %).
Les pyramides des âges de la commune et du département s'établissent comme suit.
| Hommes | Classe d’âge | Femmes |
| ------ | ------------ | ------ |
| 0,0    | 90 ou +      | 0,0    |
| 5,3    | 75-89 ans    | 16,7   |
| 31,6   | 60-74 ans    | 25,0   |
| 21,1   | 45-59 ans    | 25,0   |
| 7,9    | 30-44 ans    | 16,7   |
| 23,7   | 15-29 ans    | 5,6    |
| 10,5   | 0-14 ans     | 11,1   |

| Hommes | Classe d’âge | Femmes |
| ------ | ------------ | ------ |
| 0,5    | 90 ou +      | 1,6    |
| 5,6    | 75-89 ans    | 8,9    |
| 16,7   | 60-74 ans    | 18,1   |
| 20,2   | 45-59 ans    | 19,2   |
| 18,9   | 30-44 ans    | 18,1   |
| 18,2   | 15-29 ans    | 16,2   |
| 19,9   | 0-14 ans     | 17,9   |

## Culture locale et patrimoine

### Lieux et monuments

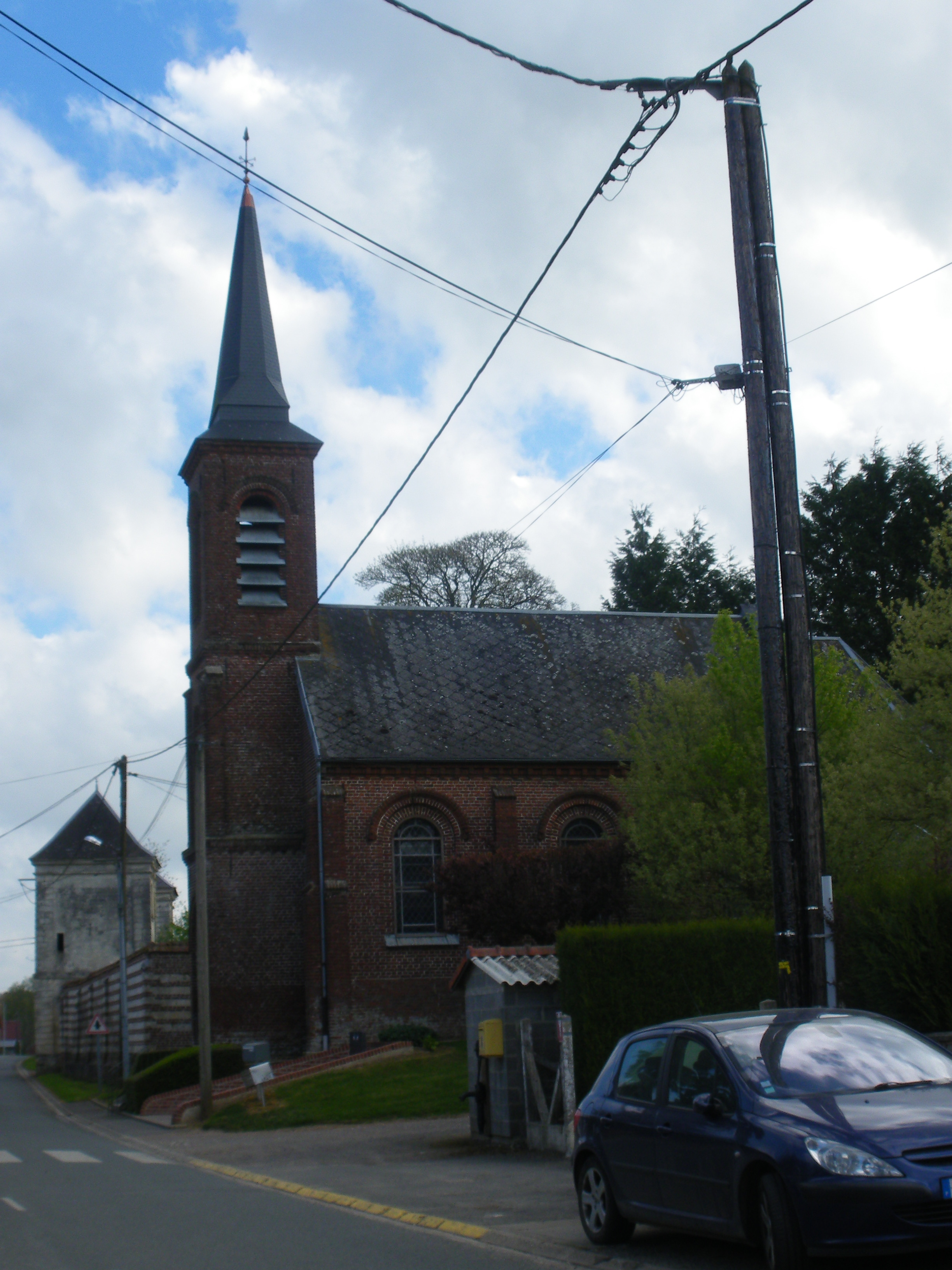
L'église Saint-Thomas-de-Cantorbéry.

- L'église Saint-Thomas-de-Cantorbéry.
- Le château de Couturelle, détruit par un incendie dans la nuit du 27 au 28 juin 2014[39]. Il avait été construit en 1702 pour Gérard Joseph Boudart, chevalier, seigneur de Couturelle et Warlincour. L'édifice est intégralement reconstruit avec des extérieurs à l'identique et des intérieurs prévus pour l'organisation de réceptions et de séminaires. Le nouveau château de Couturelle est inauguré le 6 avril 2017[40].

- La commune n'a pas de monument aux morts mais une plaque commémorative située dans l'église rappelle les noms des soldats tombés lors de la Première Guerre mondiale[41]. Dans le cimetière communal, se trouvent les tombes de quatre soldats de la 55e division (West Lancashire) britannique tombés en 1916, ainsi que celles de trois soldats français.

### Héraldique
| Blason de | Blason  | D'azur au croissant d'or accompagné de trois coquilles d'argent. |
| Blason de | Détails | Le statut officiel du blason reste à déterminer.                 |

## Pour approfondir